# ولسوالی لاش و جوین
لاش و جُوَیْن یکی از ولسوالی‌های ولایت فَراه در باختر افغانستان است. جمعیت این ناحیه نزدیک به ۲۰٬۴۹۹ نفر می‌باشد. یک ناحیهٔ مرکزی سیستان قدیم است که در کنار غربی فراه رود و در جنوب‌غربی شهر فراه قرار دارد. در این ناحیه قلعهٔ کهنهٔ لاش واقع است که بر یک لاش مرتفع قرار دارد. این قلعه به نام دژ سپید و قلعهٔ اسپهید در شاهنامه ذکر شده‌است. در متن راورتی و همچنان در برخی از نسخه‌ها سفیدکوه (سپیدکوه) و (صفهید کوه) معرب‌شدهٔ سپیدکوه باد و آن قلعه‌ای بوده‌است که براساس روایت شاهنامه سهراب با گردآفرید برای تسخیر قلعه به نبرد پرداخته‌است. البته امروز این قلعه به نام قلعهٔ لاش در میان مردم معروف است. منطقه پهناوری که این قلعه در آن واقع است عبارت از جوین می‌باشد. این قلعهٔ باستانی در میانه قریهٔ لفتان و مرکز ولسوالی جوین قرار دارد.
ولسوالی جوین در ۹۳ کیلومتری جنوب شهر فراه موقعیت دارد و از ۷۴ قریه تشکیل گردیده‌است. این ولسوالی با کشور ایران هم‌مرز است و از مناطق باستانی افغانستان می‌باشد و ساحات تاریخی دارد؛ چون قلعهٔ لاش (شهر پشاوران) و همچون جای‌های دیگر در آن موقعیت دارد. نفوس جوین در حدود ۲۸ هزار تن تخمین شده‌است. نیمی از باشندگان این ولسوالی تاجیک و نیمی دیگر پشتون هستند.